# Shish taouk

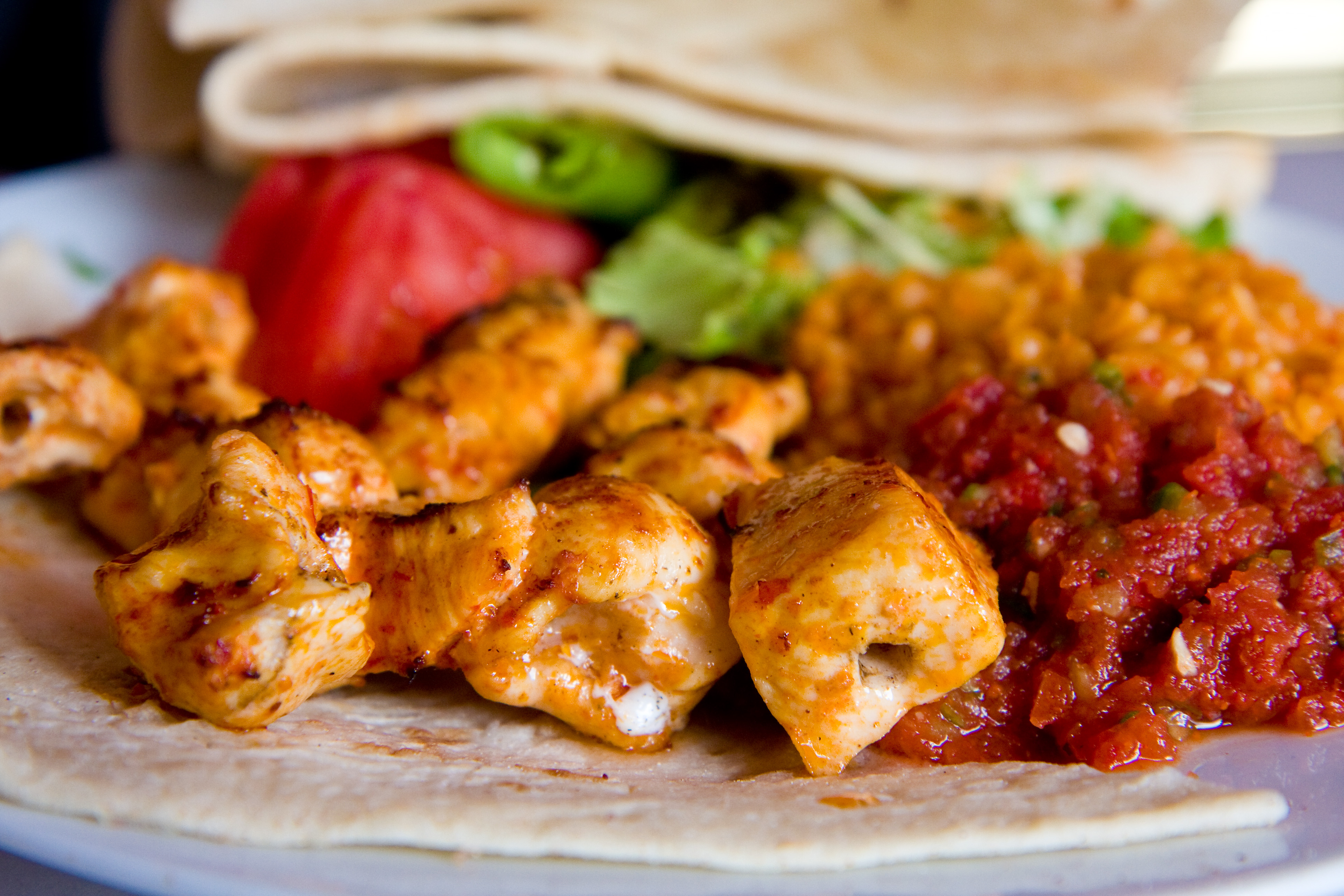
Shish taouk.

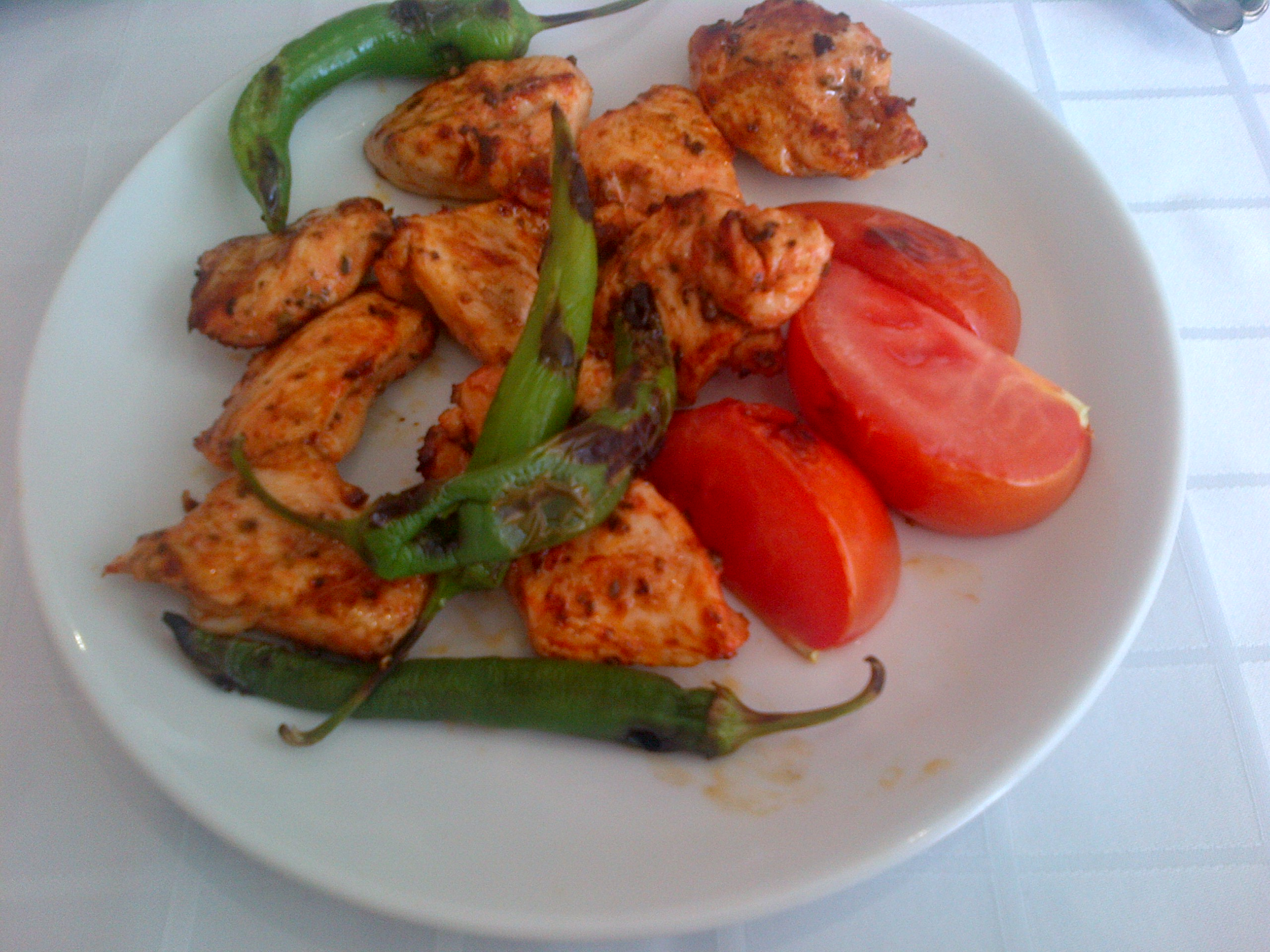
Tavuk şiş, de la cocina turca.

Shish taouk (en árabe: شيش طاووق‎, en turco: Tavuk şiş), azerbaiyano: Toyuq kababı) es un kebab de pollo típico de la cocina libanesa, azerí, siria y turca, entre otras. Este kebap se compone de un pollo marinado y especiado que se cocina a la brasa. Este plato es muy popular en Palestina por cuestiones de normas dietarias. Un plato similar en la cocina persa es el jujeh kabab.

## Características
Se suele emplear partes del pollo sin huesos, como puede ser las pechugas cortadas en dados de varios centímetros. Los cubos son marinados y posteriormente clavados en un pincho. Los marinados suelen elaborarse de yogur o puré de tomate. Con motivo del marinado pueden idearse numerosas variaciones. El shish taouk se suele comer acompañado de una salsa de ajo denominada toum. A veces se sirve con pan de pita.

## Etimología
Shish significa «pincho» en turco (palabra que ha sido adoptada en los dialectos árabe-libanés y sirio-árabe, siendo seekh la palabra de pincho en árabe); y taouk o tavuk (pronunciado como "tah-vouk") significa «pollo» en turco. Tawook puede referirse a otros tipos de pollos, e.g., pavo real (Tawouk/Tauwos en árabe طاووس).